# Klubi Sportiv Kastrioti 2012-2013
Questa voce raccoglie le informazioni riguardanti il Klubi Sportiv Kastrioti nelle competizioni ufficiali della stagione 2012-2013.

## Rosa
Fonte:
| N. |                    | Ruolo | Calciatore    |
| -- | ------------------ | ----- | ------------- |
|    | Albania (bandiera) | P     | Alfred Osmani |
|    | Albania (bandiera) | D     | Rigers Hoxha  |
|    | Albania (bandiera) | D     | Arsen Sykaj   |

| N. |                    | Ruolo | Calciatore   |
| -- | ------------------ | ----- | ------------ |
|    | Albania (bandiera) | D     | Erjon Xhafa  |
|    | Albania (bandiera) | A     | Ervin Beqiri |
|    | Albania (bandiera) | A     | Ardit Shehaj |